# Ngadi Chuli
Hongku Chuli (también conocido como Pico 29, Dakura, Dakum, o Dunapurna) es una montaña en la subcordillera de Mansiri Himal (o Manaslu Himal), también conocida como el macizo de Gurkha, en Nepal. Está flanqueada por el Manaslu, hacia el norte, y el Himalchuli, hacia el sur.
A pesar de su altura siendo una de la 20 montañas más altas, el Ngadi Chuli sólo ha sido ascendido en una o dos ocasiones. Probablemente, la primera ascensíón fue la de 1970 por Hiroshi Watanabe y el Sherpa Lhaksa Tsering, miembros de una expedición japonesa, que ascendieron por la cara y arista este. Dejaron el campamento V a alrededor de 7.500 m s. n. m. para alcanzar la cima. Muy cerca de ella, estuvieron sin ser vistos durante dos horas. Después de reaparecer sufrieron una caída fatal en una pared de hielo. Una expedición japonesa posterior recuperó sus cuerpos, pero la película que grabaron estaba velada y no ha ninguna evidencia conclusiva que confirme la ascensión. Se organizaron tres expediciones japonesas más de las cuales ninguna consiguió alcanzar la cima.
La primera ascensión confirmada y, por el momento, el último intento de ascender la montaña, fue en 1979 por los montañeros polacos Ryszard Gajewski y Maciej Pawlikowski a través de la punta Oeste.

## Cronología
- 1961 - Primer reconocimiento por alpinistas japoneses.
- 1969 - El tercer intento japonés alanza los 7.350 m s. n. m.
- 1970 - Probable primera ascensión por la vía de la cara y arista este.
- 1978 - Tres alpinistas mueren por una avalancha en el séptimo intento japonés.
- 1979 - Primera ascensión confirmada, de una expedición polaca.

- Datos: Q1754634
- Multimedia: Ngadi Chuli / Q1754634